# Aragara crassipes
Aragara crassipes är en tvåvingeart som beskrevs av Walker 1860. Aragara crassipes ingår i släktet Aragara och familjen fritflugor. Inga underarter finns listade i Catalogue of Life.